# Legerplaats
Een legerplaats, -kamp of -kantonnement is een (semi)permanente faciliteit voor het onderbrengen van een leger. Op een dergelijke locatie kunnen troepen dus geruime tijd of permanent gehuisvest zijn. Kampen worden opgetrokken als een militaire troepenmacht wegtrekt van een belangrijke basis of fort tijdens training of militaire operaties en hebben vaak de vorm van grote campings, maar kunnen tevens ommuurd zijn. 

## Soorten legerplaatsen
In tegenstelling tot een kazerne hoeft een legerplaats geen gebouw of complex te zijn. Een leger dat zich snel verplaatst, zal voor onderdak van de troepen vaak gebruikmaken van tenten, bivakken of hangmatten, terwijl voor een langduriger verblijf op dezelfde plek barakken van hout of steen kunnen worden gebouwd. Niet verwonderlijk ligt een legerplaats vaak nabij wegen die elkaar kruisen of op strategische plaatsen. Vaak is een legerplaats in het veld een kwartier, hoewel een kwartier ook gevestigd kan zijn in bestaande woonplaatsen van burgers (inkwartiering). 
Een niet-overdekte overnachting in de buitenlucht heet een bivak. 

## Geschiedenis
Historisch gezien is een legerplaats een locatie voor eenheden die onderweg zijn. In het Romeinse tijdperk had een legerkamp strikt vastgestelde kenmerken en diende het voor een volledig legioen. Archeologische onderzoeken hebben veel details van deze Castra onthuld op plekken als Vindolanda (Engeland). Voor goed bekend was wat raatakkers zijn, werd verondersteld dat het Romeinse legerplaatsen waren. 
Mobilisatiecomplexen waren complexen van militaire gebouwen in Nederland tijdens de Koude Oorlog. 

## Etymologie
Het woord leger houdt verband met liggen. Het oorspronkelijk Nederlandse woord voor leger is heir en het leger of heirleger was de rustplaats voor dit heir. Sinds de 16e eeuw werd het woord leger meer en meer gebruikt voor de troepen en werd het nodig om het woord kamp toe te voegen. Het woord legerkamp komt dus overeen met het oude woord leger. Die betekenis is tevens terug te zien in de aanduiding voor rustplaatsen van dieren, zoals hazenleger en vossenleger, en ook in het werkwoord legeren, zoals in de zin: de vijandelijke troepen zijn gelegerd aan de overkant van de vallei.